# Željko Ražnatović
Željko Ražnatović (serbisk kyrilliska: Жељко Ражнатовић), mer känd som Arkan (Аркан), född 17 april 1952 i Brežice, Slovenien, dåvarande SFR Jugoslavien, död 15 januari 2000 i Belgrad, Serbien, var en serbisk grov brottsling, nationalistisk politiker och paramilitär ledare under krigen i Jugoslavien.
I september 1997 åtalades Ražnatović av Internationella krigsförbrytartribunalen för det forna Jugoslavien i Haag för mord, våldtäkt och andra krigsförbrytelser, men han avled innan målet togs upp i domstolen.

## Ungdomsår & brottslig bana
Ražnatović föddes i Brežice, en liten by i södra Slovenien. Hans far Veljko Ražnatović var montenegrinsk serb som tjänstgjorde som hög officer i det jugoslaviska flygvapnet. Ražnatović levde med sin mor Slavka, som var kommunistisk aktivist, född i staden Pristina i Kosovo, även hon etnisk serb, och tre äldre systrar. Hans föräldrar skildes när han var ung. Ražnatovićs far slog honom ofta och behandlade sin familj brutalt. Ražnatović rymde som barn ofta hemifrån, slutligen hamnade han på en ungdomsanstalt.
Sitt smeknamn Arkan fick han av några barndomsvänner som han ofta såg på kampsportsfilmer med, särskilt filmer med en ”Air Commander”, som de först kallade Arkomand och senare Arkan.
Ražnatović sökte sig vid 20 års ålder 1972 till Västeuropa. Han efterlystes för väpnat rån, överfall och mord i Belgien, Nederländerna, Sverige, Tyskland, Österrike, Schweiz och Italien. I Sverige rånade han 1974 en bank på Nordmannatorget i Kungälv.
Han fängslades i Belgien 1974, rymde 1977, arresterades i Nederländerna 1979 men rymde igen 1981. En del av hans aktiviteter, som mord, skedde på uppdrag av den dåvarande jugoslaviska säkerhetspolisen UDBA. Han skadades vid en sammanstötning med polisen. Ražnatović var även med på Interpols röda lista med världens tio mest eftersökta personer.
Arkan levde som grovt brottsaktiv (med bankrån som huvudintresse) i Sverige under flera månader, bland annat Göteborg och Stockholm. Han och hans kumpaner rånade ett flertal banker och blev kända hos svensk polis, medier och myndigheter. Tidningar kallade honom ”den leende bankrånaren” då han påstås synas le på en övervakningsbild, och pressen spred gärna bilden av rånarna i landet som ett slags ”gamla skolans ’artiga’ bankrånare” på grund av att vittnen ofta beskrev dem så. Han hade minst en svensk flickvän som han fick en son med. Vid en häktningsförhandling i Stockholm, efter att ha gripits av polis för en serie våghalsiga bankrån, fritogs Arkan från tingsrättens sal av en beväpnad kamrat och rymde igen.
Efter nio års turbulent liv i Västeuropa återvände han till Serbien. Där fortsatte han sin kriminella bana och startade en rad olagliga affärsverksamheter. Vid ett tillfälle skottskadade han två poliser men släpptes fri efter en intervention av Stane Dolanc, dåvarande chef för säkerhetspolisen.
År 1995 gifte sig Ražnatović med den serbiska sångerskan Svetlana Veličković, mer känd som Ceca. Bröllopet filmades och visades i tv som en storslagen fest där Arkan dels var iklädd en serbisk uniform från första världskriget, dels avfyrade automatvapen i luften i den glamorösa propagandashowen. Paret fick två barn. Ceca har bara ett fåtal gånger intervjuats om sitt liv med Arkan, men man vet genom polisens utredningar, de få intervjuer om Arkan som gjorts och vittnesmål att i parets hus, som var säkrat likt en mindre fästning, fanns ett mindre arméförråd med vapen och en omtalad men aldrig offentligt uppvisad enorm tavla föreställande Arkan i en krigarpose.

## Roll i Jugoslaviska krigen och Kosovo

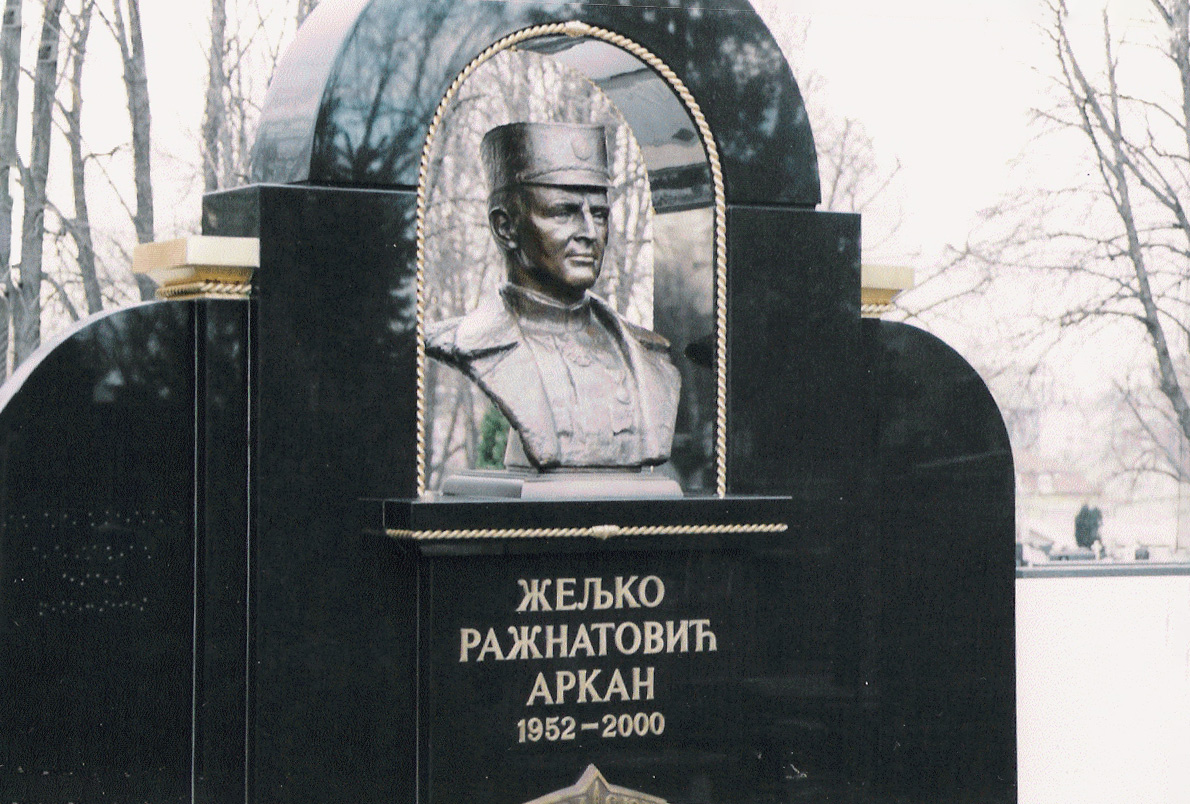
Željko Ražnatovićs grav

I början av 1990 hade spänningarna i landet byggts upp till bristningsnivån. Ražnatović var då ledare för en supporterklubb (Delije) till fotbollslaget Röda Stjärnan. Den 13 maj 1990 utbröt kravaller när Ražnatovićs supportrar från Belgrad besökte Zagreb för mötet Dinamo Zagreb - Röda Stjärnan. Ordförande för Dinamo var den blivande kroatiske presidenten Franjo Tuđman. I oktober 1990 bildade Arkan en paramilitär grupp, Serbiska frivilliggardet (Srpska dobrovoljačka garda) som gick under smeknamnet Arkans tigrar. Tigrarna bestod från början av ett 20-tal av Ražnatovićs supportrar från Röda Stjärnan men växte snabbt till flera hundra man. Uppgifterna om gardets storlek varierar mellan några hundra och upp till som mest 10 000 man.
Ražnatovićs frivilliggarde stred i Vukovar (östra Kroatien) 1991 och på olika platser i Bosnien 1992–1995. Bland annat stred de i städerna Bijeljina och Zvornik i östra Bosnien våren 1992, där Arkans tigrar mördade personer ur städernas icke-serbiska befolkning. Gardets medlemmar har anklagats för övergrepp och krigsförbrytelser, bland annat för att ha avrättat och torterat tillfångatagna fiendesoldater samt för en våldtäkt som ägde rum på en buss utanför Hotell Sanus i Sanski Most. Domare Richard May från Internationella krigsförbrytartribunalen för det forna Jugoslavien väckte åtal mot Ražnatović redan 1997. Åtalet offentliggjordes 1999 i samband med Kosovokriget.
Ražnatovićs avsikt att engagera sig militärt i Kosovokonflikten blev aldrig en verklighet. Under Natos flygbombningar gav Ražnatović ett antal intervjuer för bland annat CNN, BBC och journalister från andra länder, även Sverige. Där sade han att gardet skulle grupperas i fall Nato inledde ett markanfall; något som dock aldrig inträffade.
Arkan skall ha styrt sina "tigrar" med hård disciplin och extrema och riskfyllda utmaningar under träning. Som kriminell drack eller berusade sig sällan Arkan, för att kunna hålla fokus bättre, och samma gällde när han ledde sin milis enligt före detta medlemmar. Bestraffningarna under hans regim i milisen var även de i samma anda, med piskrapp och dylikt för de "tigrar" som misskötte sig eller inte följde Arkans militära regler. Några regler vad gällde dödande av krigsfångar och civila, stöld av andra folks ägodelar som krigsbyten och medveten förstörelse av hus och gårdar fanns dock ej.
Arkan blev under kriget snabbt rik på systematisk plundring under härjningar i sönderkrigade fiendestäder, försäljning av kontraband och stöldgods på svarta marknaden och liknande brottslighet.
I Christopher Stewarts djupgående biografi "Hunting the Tiger" nämns det att kriget för Arkan var något av ett "personligt paradis" för honom, i vilket han kunde agera just så kriminellt och laglöst han kände för med mord, rån, plundring och smuggling på daglig basis, fick leva det riskfyllda livet han alltid sökt sig till och samtidigt "tjänade miljoner på toppen av allt" medan han uppnådde en ökänd "kändisstatus" i regionen men även fick hjältestatus hos ultranationalistiska serber.

## Ražnatovićs död
Direkt efter Bosnienkrigets slut dödades en efter en av Ražnatovićs närmaste män. Den 15 januari 2000 klockan 17.05 sköts Ražnatović i lobbyn på Intercontinental Hotel Belgrade som då var fullt av hotellgäster. Gärningsmannen, Dobrosav Gavrić, var en 23-årig polisman med kontakter i undre världen. Motivet bakom brottet är fortfarande okänt, även om rykten hävdar att Slobodan Milošević beordrat gärningen så att Arkan inte skulle kunna vittna mot honom i Haag.
Željko Ražnatović begravdes med militära hedersbetygelser vid en serbisk-ortodox sorgeceremoni 20 januari 2000. Runt 20 000 personer kom till begravningen.